# Itijasa

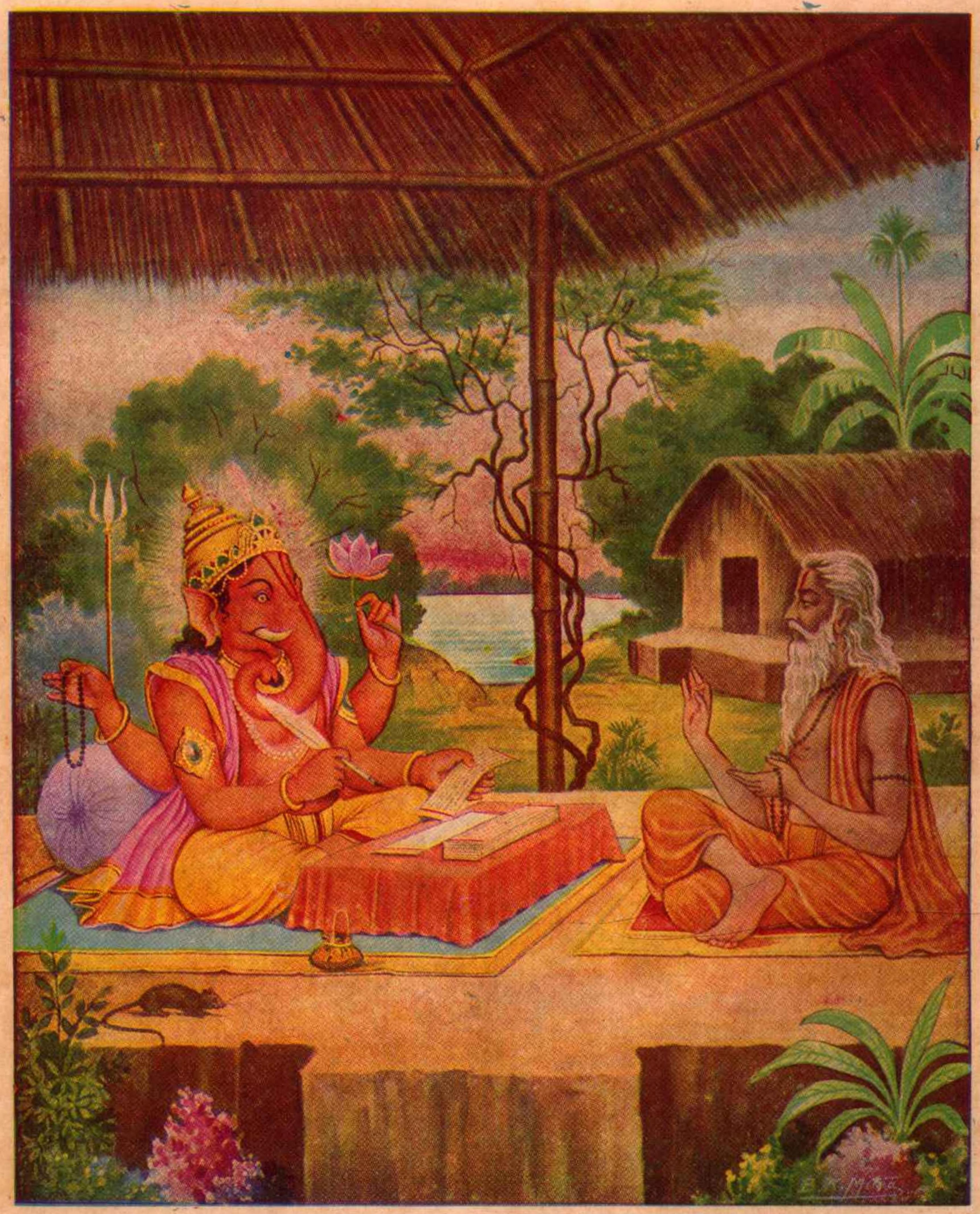
Imagen de la deidad llamada Ganesha procedente de la india.

En el marco de las escrituras sagradas hinduistas, los Itijasa son los escritos épicos que no forman parte de los cuatro Vedas, los textos Bráhmanas y las Upanishad, o sea el Majabhárata, el Ramaiana y los Puranas.

## Etimología
- itihāsa, en el sistema AITS (alfabeto internacional para la transliteración del sánscrito).
- इतिहास, en escritura devanagari del sánscrito.
- Pronunciación: /itijása/.[1]
- Etimología: ‘así ciertamente sucedió’, siendo iti: ‘así’, ja: ‘ciertamente’, aasa: ‘sucedió’.[1]

## Menciones
Los Itijasa (también llamados Itijasa-purana) se mencionan en el Chandoguia-upanishad.
También hay referencias probables a los Itijasa en el Nirukta.

## Descripción
Según los define el texto Amara Kosha (1.6.4), los Itijasa son los purva-vritta, es decir, los acontecimientos del pasado.
En la era védica, las partes de los textos bráhmanas que narraban mitos del pasado se conocían como Itijasa y tenía cierta importancia ritual.
Por ejemplo, la recitación de los Itijasa-purana en las noches pariplava era parte del ritual Aśuamedha.
Más tarde, el término pasó a significar cualquier epopeya del pasado, que en la India se consideran hechos históricos reales.